# والو کیرس
والو کیرس (استونیایی: Vallo Kirs؛ زادهٔ ۲۳ نوامبر ۱۹۸۷) بازیگر و کارگردان نمایش اهل استونی است.
از فیلم‌ها یا برنامه‌های تلویزیونی که وی در آن نقش داشته‌است می‌توان به کلاس اشاره کرد.